# Митрополія Пуатьє
Митрополія Пуатьє фр. Province ecclésiastique de Poitiers - митрополія  римо-католицької церкви у Франції. Утворена 2002 року в ході територіально-адміністративної реформи. Включає архідієцезію Пуатьє та 4 дієцезії. 